# Пятьдесят оттенков чёрного
«Пятьдеся́т отте́нков чёрного» (англ. Fifty Shades of Black) — американский кинофильм режиссёра Майкла Тиддеса. Является комической пародией на фильм «Пятьдесят оттенков серого» и вышел в прокат 29 января 2016 года.

## Сюжет
Ханна (Кали Хоук), непривлекательная студентка колледжа, для школьной газеты своей соседки по комнате берёт интервью у богатого предпринимателя Кристиана Блэка (Марлон Уэйанс) в его офисе. Несмотря на то, что он сделал свои деньги через теневые операции, она влюбляется в него, но вскоре обнаруживает, что он не ищет реальных отношений.

## В ролях
| Актёр             | Роль                      |
| ----------------- | ------------------------- |
| Марлон Уэйанс     | Кристиан Блэк             |
| Кали Хоук         | Ханна Стил                |
| Джейн Сеймур      | Клэр Блэк, мама Кристиана |
| Фред Уиллард      | Гари Блэк, отец Кристиана |
| Эндрю Бэчелор     | доктор Джесси             |
| Мирси Монро       | Бекки                     |
| Майк Эппс         | Рон, отчим Ханны          |
| Эффион Крокетт    | Эли Блэк                  |
| Кейт Майнер       | Эшли                      |
| Флоренс Хендерсон | Мисс Робинсон             |
| Дейв Шеридан      | Великий Мистерио          |

## Производство
3 июня 2015 года объявлено, что Open Road Films приобрела права за 5 миллионов долларов на распространение фильма в США.
Съёмки фильма начались 11 августа 2015 года в Лос-Анджелесе.

## Релиз
Фильм был выпущен 29 января 2016 года в Северной Америке и Польше. 11 марта в Великобритании и 28 января в Чехии.

## Награды
| Премия                | Категория                                  | Номинант                     | Результат | Прим.  |
| --------------------- | ------------------------------------------ | ---------------------------- | --------- | ------ |
| Golden Trailer Awards | Лучшая комедия                             | Spanked                      | Номинация | [ 11 ] |
| Golden Trailer Awards | Golden Fleece TV Spot                      | Shadiest                     | Победа    | [ 11 ] |
| Golden Trailer Awards | Golden Fleece TV Spot                      | Book Club                    | Номинация | [ 11 ] |
| Золотая малина        | Худший приквел, сиквел, ремейк или плагиат | «Пятьдесят оттенков чёрного» | Номинация | [ 12 ] |
| Золотая малина        | Худшая женская роль второго плана          | Джейн Сеймур                 | Номинация | [ 12 ] |